# Myrcia quitarensis
Myrcia quitarensis là một loài thực vật có hoa trong Họ Đào kim nương. Loài này được (Benth.) Sagot mô tả khoa học đầu tiên năm 1885.